# Notodonta roscida
Notodonta roscida är en fjärilsart som beskrevs av Sergius G. Kiriakoff 1963. Notodonta roscida ingår i släktet Notodonta och familjen tandspinnare. Inga underarter finns listade i Catalogue of Life.